# Ernest Fraeys de Veubeke
Ernest Joseph Emmanuel Marie Fraeys de Veubeke, né le 19 mars 1852 à Bruges et décédé le 15 mai 1918 à Lausanne (Vaud, Suisse) fut un homme politique belge catholique.

## Biographie
Il fut élu échevin d'Ypres, conseiller provincial de la province de Flandre-Occidentale, sénateur de l'arrondissement de Courtrai-Ypres (1912-18).

## Généalogie
- Il fut fils de Henri Fraeys (1812-1887) et Honorine Bové (1810-1889).
- Il épousa en 1878 Marie Terrier (1853-1924).
  - Ils eurent une fille Marie-Henriette (1888-?).

## Sources
- Bio sur ODIS

- Ressource relative à plusieurs domaines :   - ODIS